# 久保田文次
久保田 文次（くぼた ぶんじ、1936年 - 2022年7月）は、日本の歴史学者。専門は中国近代史。

## 経歴
1936年、山梨県で生まれた。長野県諏訪清陵高等学校を経て、東京教育大学文学部史学科で学んだ。1959年に卒業し、同大学大学院文学研究科に進学。1967年に博士課程を退学。
1969年、日本女子大学文学部専任講師に就いた。その後、助教授、教授に昇格。2005年に日本女子大学を退職し、同大学名誉教授 となった。その後は郷里の山梨県立大学教授となり、国際政策学部長も務めた。2009年に同大学を定年退職した。2022年に死去。

## 著作
単著
- 『孫文・辛亥革命と日本人』汲古書院 2011[2]

共著
- 『新青年別巻』藤田正典・嶋本信子共編 汲古書院 1977
- 『萱野長知・孫文関係史料集』高知市民図書館 2001
- 『近代日中関係史人名辞典』中村義・藤井昇三・陶徳民・町泉寿郎・川邉雄大共編 東京堂出版 2010

翻訳
- 『中国近代化の開拓者・盛宣懐と日本』監訳 留園 2008年

## 資料
- 「久保田文次教授略年譜・著作目録」『史艸』46, 日本女子大学史学研究会編, 2005年, 1-12頁.